# 德里斯·杰图
德里斯·杰图（阿拉伯语：‎，1945年5月24日—），摩洛哥首相，柏柏爾人，生于杰迪代。1993年起先后任主管贸易、工业、手工业、财政与外贸大臣。2001年8月被任命为摩洛哥磷酸盐集团总经理，9月出任内政大臣。2002年10月9日被任命为首相。